# Ugo Ojetti
Ugo Ojetti (en ocasiones castellanizado como Hugo Ojetti) (Roma, Italia, 15 de julio de 1871 - Florencia, Italia, 1 de enero de 1946) fue un escritor, ensayista y periodista italiano.

## Biografía
Hijo del arquitecto Rafael Ojetti, estudió licenciatura en derecho e hizo su debut como poeta en 1892. Se sintió atraído por la carrera diplomática, e incursionó profesionalmente en el periodismo político. A partir de 1894 empieza a escribir para el periódico nacionalista La Tribuna.
En el año de 1898, Ugo Ojetti comenzó a colaborar como crítico de arte en el diario Corriere della Sera donde fue director de 1926 a 1927. Ideó y organizó muestras de arte, fundó y dirigió numerosas revistas, fue miembro del Consejo directivo del Instituto de la Enciclopedia Italiana, casa editorial de la Enciclopedia Italiana, y en 1930 fue nombrado académico de Italia.